# Referenční hodnota

Blokový diagram systému se zápornou zpětnou vazbou, který slouží pro udržování požadované hodnoty regulované veličiny řízeného systému ovlivňovaného poruchami pomocí chybou řízené regulace. Kladná regulační odchylka znamená, že zpětná vazba je příliš malá (je nutné zvýšení akční veličiny); záporná odchylka znamená, že zpětná vazba je příliš velká (je nutné snížení akční veličiny).
Obrázek zachycuje často používané zjednodušení, při kterém se poruchové veličiny (obecně působící v různých místech regulovaného systému) nahrazují jedinou poruchovou veličinou působící na vstup řízeného systému.

Referenční hodnota, požadovaná hodnota nebo referenční proměnná (anglicky setpoint, set point, set-point) je v kybernetice a teorii řízení požadovaná nebo cílová hodnota základní proměnné neboli regulované veličiny řízeného systému, často používaná pro popis standardní konfigurace nebo normy pro systém. Odchylka proměnné (regulované veličiny) od referenční hodnoty je jedním ze základů pro chybou řízenou regulaci, tj. použití zpětné vazby pro vracení systému do požadovaného stavu, jako v případě homeostáze – samočinného udržování veličiny na přibližně stejné (konstantní) hodnotě. Například ohřívač vody (bojler) může mít referenční hodnotu teploty, kterou se systém řízení teploty bojleru snaží udržovat.